# Episodi di Hunter Street (seconda stagione)
La seconda stagione della serie televisiva Hunter Street è andata in onda negli Stati Uniti d'America dal 29 gennaio 2018 al 23 febbraio 2018 su Nickelodeon.
In Italia viene trasmessa da TeenNick dal 30 aprile 2018, e dal 31 ottobre 2018 su Super! Canale 47
| n° | Titolo originale      | Titolo italiano         | Prima TV USA     | Prima TV Italia |
| -- | --------------------- | ----------------------- | ---------------- | --------------- |
| 1  | The Package           | Il pacco                | 29 gennaio 2018  | 30 aprile 2018  |
| 2  | The Arrest            | L'arresto               | 29 gennaio 2018  | 30 aprile 2018  |
| 3  | Max                   | Max                     | 30 gennaio 2018  | 1º maggio 2018  |
| 4  | Evie                  | Evie                    | 31 gennaio 2018  | 2 maggio 2018   |
| 5  | The Museum            | Il museo                | 1º febbraio 2018 | 3 maggio 2018   |
| 6  | The New Friend        | Il nuovo amico          | 2 febbraio 2018  | 4 maggio 2018   |
| 7  | The Family Tree       | L'albero genealogico    | 5 febbraio 2018  | 7 maggio 2018   |
| 8  | Payback               | Il contro-piano         | 6 febbraio 2018  | 8 maggio 2018   |
| 9  | The Plan              | Il piano                | 7 febbraio 2018  | 9 maggio 2018   |
| 10 | The Reverse Heist     | Il colpo alla rovescia  | 8 febbraio 2018  | 10 maggio 2018  |
| 11 | The Mole              | La talpa                | 9 febbraio 2018  | 11 maggio 2018  |
| 12 | The Green Mask        | La maschera verde       | 12 febbraio 2018 | 14 maggio 2018  |
| 13 | Hacker Hideout        | Il covo dell'hacker     | 13 febbraio 2018 | 15 maggio 2018  |
| 14 | The Super Secret Room | La stanza super segreta | 14 febbraio 2018 | 16 maggio 2018  |
| 15 | The Crown             | La corona               | 15 febbraio 2018 | 17 maggio 2018  |
| 16 | Hide and Seek         | Nascondino              | 16 febbraio 2018 | 18 maggio 2018  |
| 17 | The Houseboat         | La casa galleggiante    | 20 febbraio 2018 | 21 maggio 2018  |
| 18 | Spy                   | Spionaggio              | 21 febbraio 2018 | 22 maggio 2018  |
| 19 | The Ritual            | Il rituale              | 22 febbraio 2018 | 23 maggio 2018  |
| 20 | Hunters Forever       | Hunter per sempre       | 23 febbraio 2018 | 24 maggio 2018  |

## Il pacco

### Trama
Mentre Anika è sempre più indecisa su quale lavoro intraprendere da grande, una sorpresa attende la famiglia Hunter riunita a tavola.

## L'arresto

### Trama
Max decide di partire per la Spagna per incontrare i suoi genitori biologici, proprio nel momento in cui qualcuno sembra voler incastrare Erik, facendolo incolpare di un furto.

## Max

### Trama
Mentre i dubbi su Erik sembrano ormai diradarsi, e Max può finalmente partire, un nuovo misterioso personaggio si affaccia inquietantemente sulla scena.

## Evie

### Trama
Mentre Erik continua ad essere sospettato del furto della scatola magica e Max si reca a conoscere i suoi genitori, un nuovo personaggio comincia a far parte della famiglia Hunter.

## Il museo

### Trama
I ragazzi Hunter sembrano essere sul punto di scagionare definitivamente Erik dall'accusa del furto della scatola magica dal museo della città.

## Il nuovo amico

### Trama
Il mistero in casa Hunter si infittisce. Questa volta i ragazzi vogliono scoprire chi sia e dove abiti la strana donna che si è presentata da loro cercando di portarsi via Evie.

## L'albero genealogico

### Trama
Sal invita a casa l'amica (Jenny) per aiutarlo a scoprire chi ha hackerato il suo computer. Ma Jake e Tess lo spingono ad allontanarsi dalla ragazza, convinti che sia giusto non fidarsi di nessuno.

## Il contro-piano

### Trama
I giovani Hunter, dopo vari ripensamenti, decidono di mettere in atto un ingegnoso piano per arrestare Lucia.

## Il piano

### Trama
Jake elabora un complesso piano per recuperare il vaso prezioso lasciato in casa di Lucia prima che la donna si accorga della sua presenza.

## Il colpo alla rovescia

### Trama
Mentre Jake, Sal e Tess entrano nel vivo nell'operazione 'colpo alla rovescia' e Evie e Anika si vestono da statue viventi, i fratelli Hunter fanno una scoperta sensazionale!

## La talpa

### Trama
Con uno stratagemma, i ragazzi convocano nella loro casa i Parenti per uno faccia a faccia con Erik, nella speranza che venga fuori il vero traditore.

## La maschera verde

### Trama
Grazie ad un identikit fornito dal proprietario del negozio in cui è stata venduta la maschera verde, i ragazzi credono di aver finalmente individuato chi vuole incastrare Erik.

## Il covo dell'hacker

### Trama
Nella giornata dedicata alla ricerca di un possibile lavoro da svolgere da adulti, Anika sceglie di fare da assistente detective al fratello Daniel.

## La stanza super segreta

### Trama
Nel vagone del treno abbandonato adibito a rifugio dell'hacker, i ragazzi trovano una mappa della loro casa in cui è indicata una stanza super segreta.

## La corona

### Trama
Sal finalmente scopre che dietro ad Apollo si nasconde Jenny, e la invita ad unirsi a lui e i suoi fratelli nel tentativo di intrappolare l'hacker che li spia.

## Nascondino

### Trama
Con il suo arrivo inaspettato e provvidenziale, Max salva tutta la famiglia Hunter.

## La casa galleggiante

### Trama
I ragazzi sono convinti che la talpa sia Martin e organizzano una visita nella sua casa galleggiante, allo scopo di mettere una cimice per ascoltare le sue conservazione.

## Spionaggio

### Trama
Rimangono solo due Parenti a contendersi il ruolo di probabile 'talpa'.

## Il rituale

### Trama
Dopo aver scoperto la talpa, i ragazzi hanno un ultimo compito da svolgere: convincere Simon l'innocenza di Erik.